# أكي اريكسون
أكي اريكسون (بالسويدية: Åke Ericson)‏ هو لاعب هوكي الجليد ولاعب كرة قدم سويدي، ولد في 16 مايو 1913، وتوفي في 16 نوفمبر 1986. لعب مع AIK IF ‏.

## وصلات خارجية
- أكي اريكسون على موقع EliteProspects.com (الإنجليزية)
- أكي اريكسون على موقع أوليمبيديا (الإنجليزية)
- أكي اريكسون على موقع اللجنة الأولمبية السويدية (السويدية)